# 胞葬作用
胞葬作用（英語：efferocytosis），属细胞生物学术语，是吞噬细胞将程序性死亡的凋亡细胞移除的过程；这一过程可以理解为埋葬凋亡的细胞，因而称“胞葬”。在此过程中，凋亡细胞仍保持质膜的完整性和一定程度的代谢活性，这使得巨噬细胞或其他具有吞噬活性的细胞在体内更容易将其迅速清除。英语接头词 effero- 来自拉丁语词 ，意思是搬运出去（carry out），引申为运去坟墓、埋葬。
在胞葬作用过程中，吞噬细胞会将凋亡细胞吞噬，并形成一个体积较大含有死亡细胞的液泡，这个泡称为胞葬体，与吞噬体类似。此过程与巨吞饮过程相似，都可以被氨氯吡脒抑制。
胞葬作用的用途是在死亡细胞的膜系统破裂并将其内容物释放到周围组织之前将其安全移除，这样可以保护周围组织免受凋亡细胞内部有毒的酶、氧化物以及蛋白酶抗体和胱门蛋白酶等细胞内容物的损害。
可以进行胞葬作用的细胞不仅仅包括专职的巨噬细胞和树突状细胞，还包括上皮细胞、成纤维细胞等其它种类的细胞，他们会对凋亡细胞进行识别并执行胞葬作用。凋亡细胞通常都会发出“吃掉我”这样的信号来诱导其他细胞来对其进行处理，这样的信号包括由于细胞内分子外翻到细胞外表面而在其外表面出现的磷脂丝氨酸或钙网织蛋白等。胞葬作用可以产生数量较多的生物因子，例如血管内皮生长因子和肝细胞生长因子等，这些生物因子被认为可以促进机体对死亡细胞进行更新。
胞葬作用会触发细胞内下游的信号传导通路，例如产生抗炎、抗蛋白酶和促进生长等效果。而胞葬作用机制的受损则会带来自体免疫性疾病和组织受损等问题。与胞葬作用受损有一定联系的疾病包括囊肿性纤维化、支气管扩张、慢性阻塞性肺病、哮喘、特发性肺纤维化、类风湿性关节炎、红斑性狼疮、血管球性肾炎和动脉粥样硬化等。